# Чемпионат Европы по софтболу среди мужчин 2010
10-й чемпионат Европы по софтболу среди мужчин 2010 проводился в городе Гавличкув-Брод (Чехия) с 25 по 31 июля 2010 года с участием 8 команд.
В Чехии мужской чемпионат Европы проводился в 4-й раз, в городе Гавличкув-Брод впервые.
Чемпионом Европы стала (впервые в своей истории) сборная Дании, победив в финале сборную Чехии. Третье место заняла сборная Великобритании.

## Итоговая классификация
| Место | Команда        |
| ----- | -------------- |
| 1     | Дания          |
| 2     | Чехия          |
| 3     | Великобритания |
| 4     | Нидерланды     |
| 5     | Израиль        |
| 6     | Бельгия        |
| 7     | Хорватия       |
| 8     | Словакия       |